# Journal of Botany, British and Foreign
Journal of Botany, British and Foreign, (abreujat J. Bot.) va ser una revista mensual que es va publicar des de 1863 fins a 1942, fundat per Berthold Carl Seemann qui va ser l'editor fins al 1871.